# Roger Jordan
Roger Andrew Thomas Jordan (ur. 26 maja 1972) – barbadoski lekkoatleta, sprinter.
Podczas mistrzostw Ameryki Środkowej i Karaibów juniorów (1990) odpadł w eliminacjach na 100 metrów, biegu eliminacyjnego 200 metrów nie ukończył, a barbadoska sztafeta 4 × 400 metrów z Jordanem na ostatniej zmianie zdobyła złote medale.
Czwarty zawodnik CARIFTA Games w biegu na 400 metrów (1991).
Podczas igrzysk olimpijskich w Barcelonie (1992) biegł na drugiej zmianie barbadoskiej sztafety 4 × 400 metrów, która została zdyskwalifikowana i odpadła w eliminacjach.
Na mistrzostwach świata (1993) odpadł w ćwierćfinałowym biegu na 400 metrów oraz w eliminacjach sztafety 4 × 100 metrów.
Medalista mistrzostw kraju.

## Rekordy życiowe
- Bieg na 400 metrów – 46,3 (1993)